# Provinz Manuel María Caballero
Manuel María Caballero ist eine Provinz im westlichen Teil des Departamento Santa Cruz im Tiefland des südamerikanischen Anden-Staates Bolivien. Die Provinz trägt ihren Namen zu Ehren des Deputierten Manuel María Caballero von Vallegrande, der die bolivianische Verfassung (Constitución política) vom 5. August 1861 mitunterzeichnet hat.

## Lage
Die Provinz grenzt im Westen an das Departamento Cochabamba, im Süden an die Provinz Vallegrande, im Osten an die Provinz Florida, und im Nordosten an die Provinz Ichilo.

## Bevölkerung
Die Einwohnerzahl der Provinz Caballero ist in den vergangenen drei Jahrzehnten um knapp die Hälfte angestiegen:
| Jahr | Einwohner | Quelle       |
| ---- | --------- | ------------ |
| 1992 | 16 074    | Volkszählung |
| 2001 | 20 010    | Volkszählung |
| 2012 | 23 267    | Volkszählung |
| 2024 | 23 189    | Volkszählung |

Der Anteil städtischer Bevölkerung beträgt 20,0 Prozent (1992). 44,9 Prozent der Bevölkerung sind jünger als 15 Jahre (1992).
95,4 Prozent der Bevölkerung sprechen Spanisch, 43,8 Prozent Quechua und 1,6 Prozent Aymara (1992).
60,7 Prozent der Erwerbstätigen arbeiten in der Landwirtschaft, 0,2 Prozent im Bergbau, 5,1 Prozent in der Industrie, 34,0 Prozent im Dienstleistungssektor (2001).
90,1 Prozent der Einwohner sind katholisch, 8,4 Prozent sind evangelisch (1992).
70,1 Prozent der Bevölkerung haben keinen Zugang zu Elektrizität, 70,8 Prozent leben ohne sanitäre Einrichtung (1992).

## Gliederung
Die Provinz gliederte sich bei der letzten Volkszählung von 2024 in die folgenden beiden Municipios:
- 07-1301 Municipio Comarapa – 17.132 Einwohner
- 07-1302 Municipio Saipina – 6.057 Einwohner

## Ortschaften in der Provinz Manuel María Caballero
- Municipio Comarapa
  - Comarapa 5315 Einw. – San Isidro 1602 Einw. – La Palizada 878 Einw. – Pulquina 804 Einw. – San José de la Capilla 502 Einw.

- Municipio Saipina
  - Saipina 4090 Einw.